# Infiniti

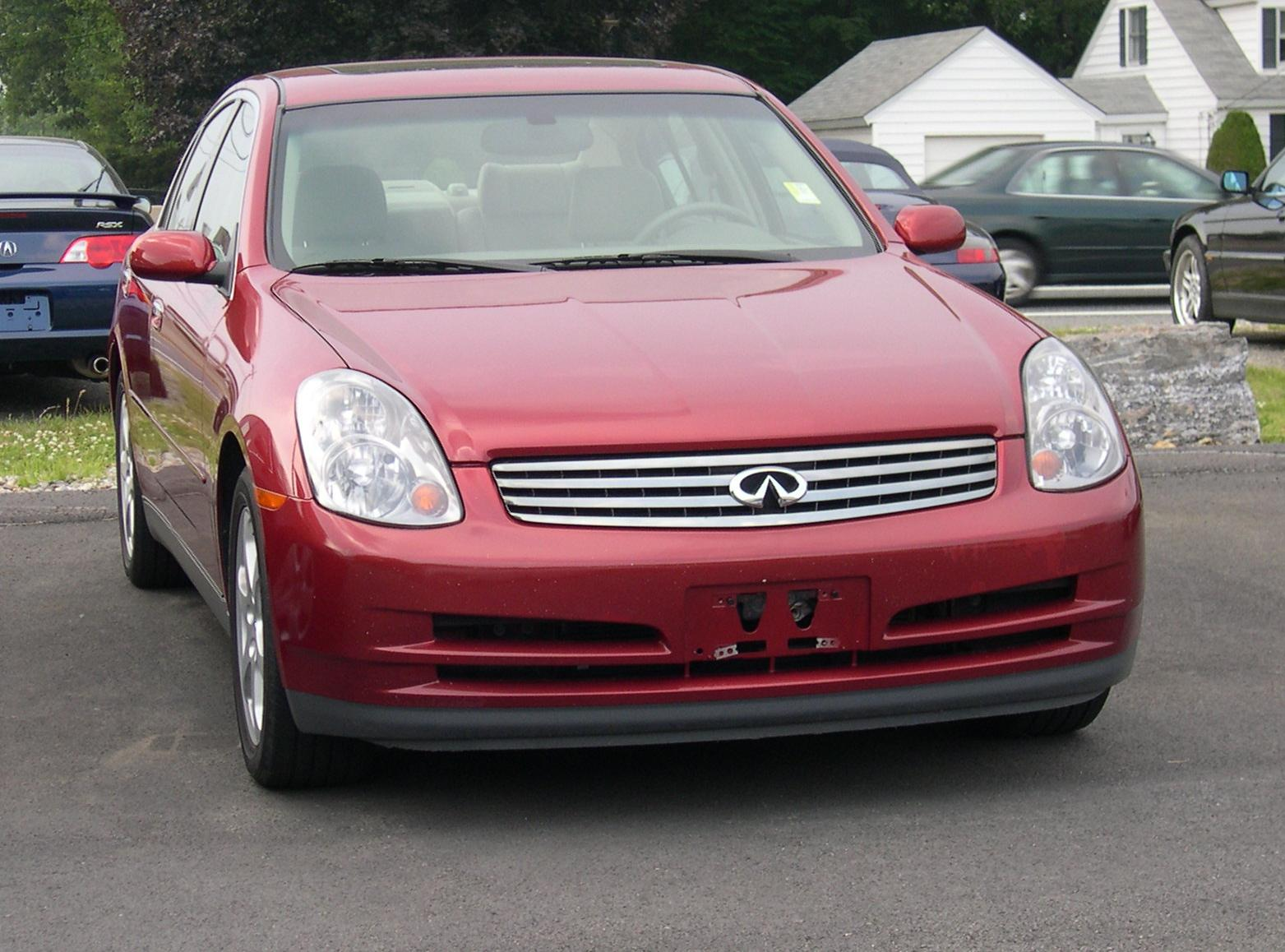
Infiniti G35

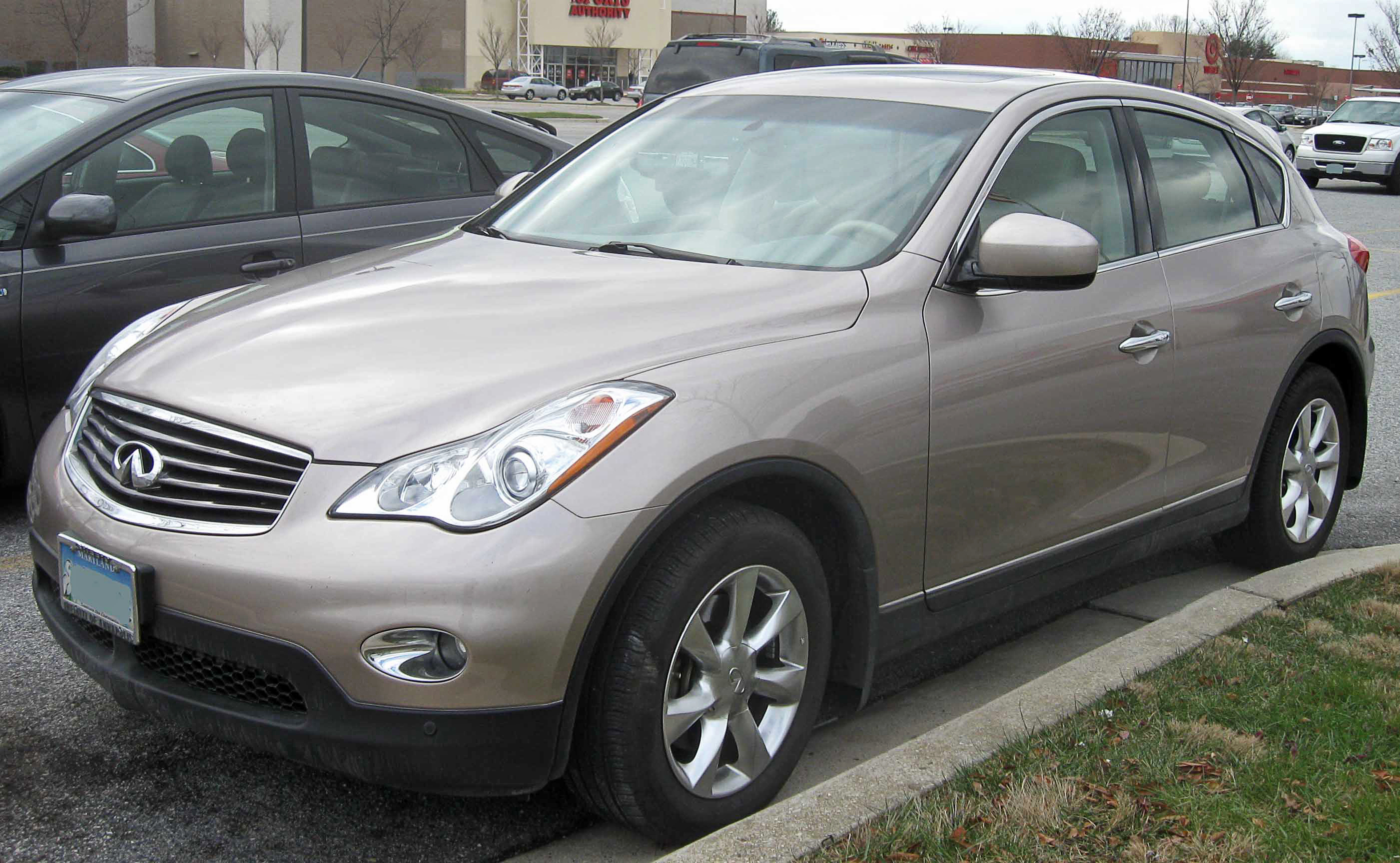
Infiniti EX35

Infiniti är  Nissan Motor Co. Ltd:s lyxbilsmärke.
Infiniti startade sin bilförsäljning på den nordamerikanska marknaden i november 1989 och har sedan expanderat till andra marknader, såsom Mellanöstern, Sydkorea, Ryssland, Schweiz, Kina och Ukraina, och sedan 2008 större delen av Europa. Namnet Infiniti används dock inte i Japan, där dess bilar säljs som Nissan.
Till dags dato har Infiniti dock ej marknadsförts i Sverige, så de få bilar som förekommer i landet är privatimporterade.

## Modeller av Infiniti
- G35
- FX35
- FX45
- QX56
- M35
- M45
- EX37
- Q30
- Q50